# 叶戈尔·阿加尔科夫
叶戈尔·普罗科皮耶维奇·阿加尔科夫（1912年—1994年），是苏联电焊工人。

## 生平
1912年生于库尔斯克省一个农民家庭。1930年在哈尔科夫参加拖拉机厂建设工作。随后在该厂担任电焊工。1941年6月苏德战争爆发后，他被疏散到斯大林格勒，1942年转移至车里雅宾斯克，在乌拉尔第200号工厂工作，担任共青团电焊工人队队长。他为了改进工作过程中的技术和组织，建议把两队人合并起来，减少合并后的新队中的工人总数，仍维持原来的生产水平。这个计划行通了，其创造性受到了全国的普遍响应。
1943年加入联共（布）。1946年1月荣获斯大林奖金。在苏联最高苏维埃1946年3月的会议上，他当选为苏联最高法院的人民陪审理事。
1950年从车里雅宾斯克技术学院毕业后，他一直在这家机床制造工厂工作，历任党委书记，工会委员会主席等职位，1991年退休。1994年7月3日去世。